# Podocarpus pendulifolius
Podocarpus pendulifolius é uma espécie de conífera da família Podocarpaceae.
Apenas pode ser encontrada na Venezuela.